# Merle à ailes grises
Turdus boulboul
Espèce
Statut de conservation UICN

 LC  : Préoccupation mineure
Le Merle à ailes grises (Turdus boulboul) est une espèce de passereaux appartenant à la famille des Turdidae.
Cet oiseau peuple l'Himalaya, le Yunnan et le nord de l'Indochine